# Gladiolus priorii
Gladiolus priorii es una especie de gladiolo que se encuentra en Sudáfrica.  

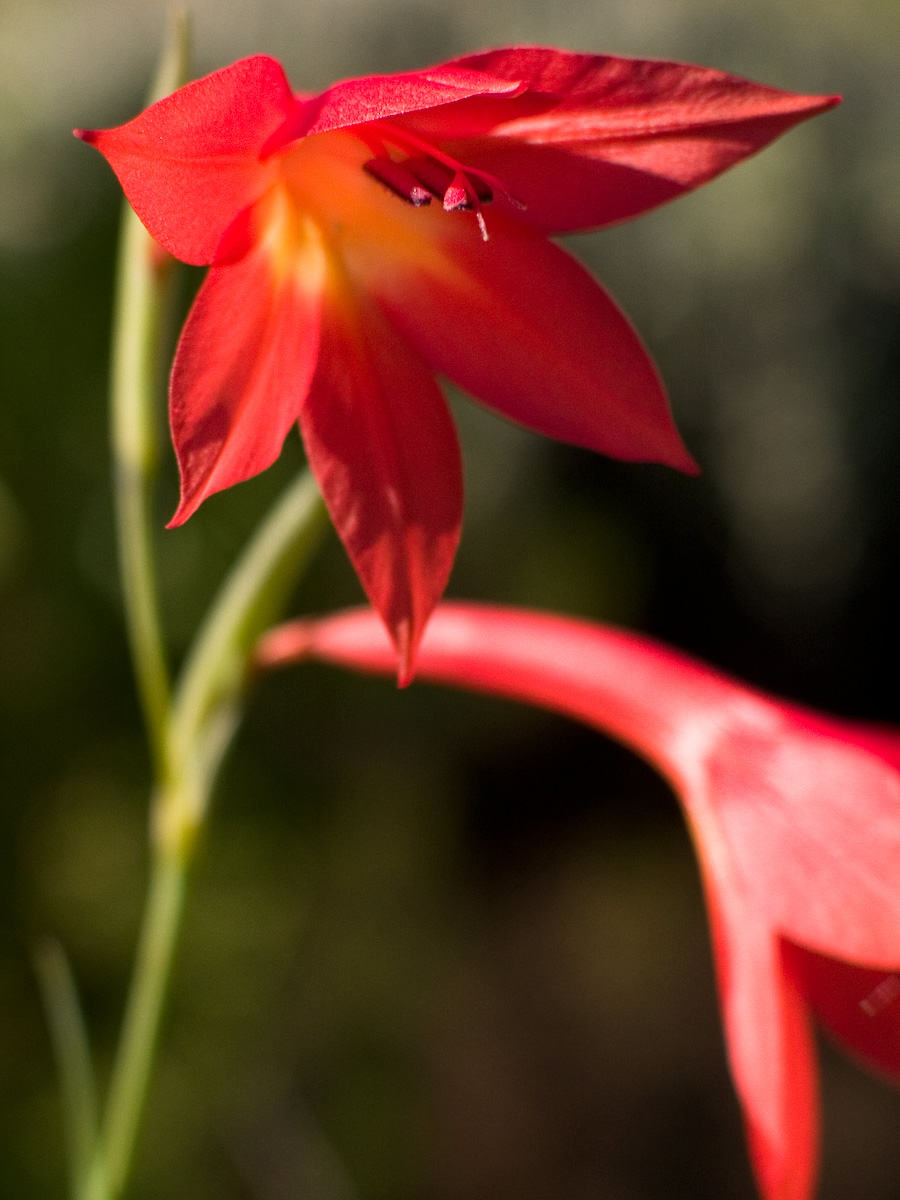
Flor

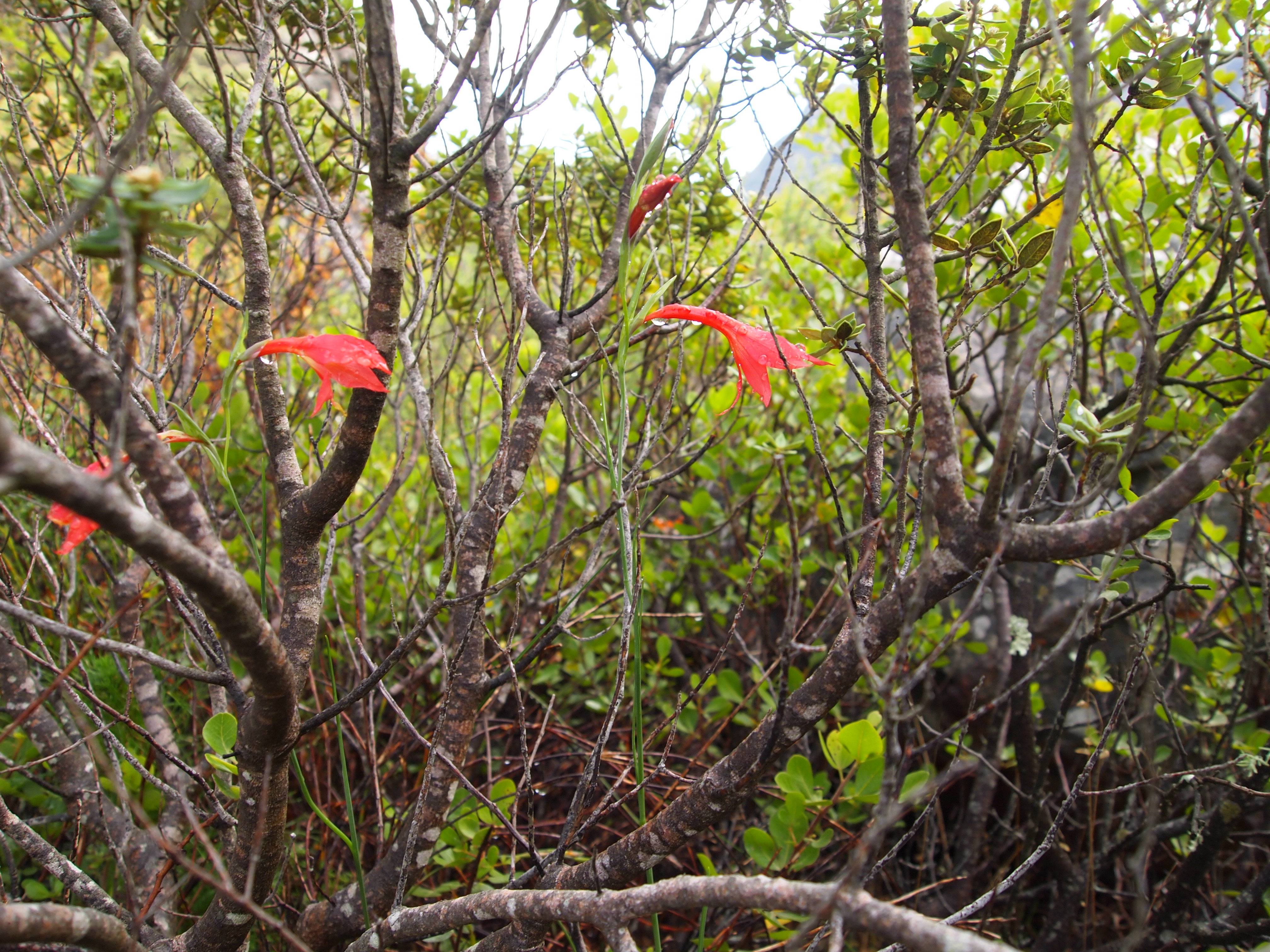
En su hábitat

## Descripción
Gladiolus priorii es una planta herbácea perennifolia, geofita que alcanza un tamaño de 0.3 - 0.4  m de altura. Se encuentra a una altitud de 10 - 500 metros en Sudáfrica.
Gladiolus priorii es una especie con la floración caída que se encuentran en las pendientes de piedra arenisca y granito en el suroeste de la Provincia del Cabo. Es relativamente fácil de cultivar en cautiverio, y tiene entre tres y cincuenta y nueve flores rojas tubulares con gargantas amarillas que se inclinan ligeramente, por lo que es difícil ver los centros a menos que se agache. Está creciendo en norte de California y ha florecido en los últimos dos años, en noviembre.

## Taxonomía
Gladiolus priorii fue descrita por (N.E.Br.) Goldblatt & M.P.de Vos y publicado en Bulletin du Muséum National d'Histoire Naturelle, Section B, Adansonia. sér. 4, Botanique Phytochimie 4: 421. 1989.
Etimología
Gladiolus: nombre genérico que se atribuye a Plinio y hace referencia, por un lado, a la forma de las hojas de estas plantas, similares a la espada romana denominada "gladius". Por otro lado, también se refiere al hecho de que en la época de los romanos la flor del gladiolo se entregaba a los gladiadores que triunfaban en la batalla; por eso, la flor es el símbolo de la victoria.
priorii: epíteto
Sinonimia
- Antholyza priorii N.E.Br.
- Homoglossum priorii (N.E.Br.) N.E.Br.[6][7]